# Tuvtjärnen (Svegs socken, Härjedalen, 688914-143215)
Tuvtjärnen är en sjö i Härjedalens kommun i Härjedalen och ingår i Ljusnans huvudavrinningsområde.